# U.S. Route 425
Pour les articles homonymes, voir Route 425.
La U.S. Route 425 (US 425) est une US Route sud–nord parcourant le Mississippi, la Louisiane et l'Arkansas. Elle a été créée en 1989.
Le terminus sud de la route est à une intersection avec la US 61 / US 84 à Natchez, Mississippi. Son terminus nord se trouve à Pine Bluff, Arkansas, à un échangeur avec l'I-530 / US 63 / US 65 / US 79. Jusqu'en 2005, son terminus sud était à Bastrop, Louisiane, à une intersection avec la US 165.

## Description du tracé
|       | mi   | km   |
| ----- | ---- | ---- |
| MS    | 3,10 | 4,99 |
| LA    | 121  | 195  |
| AR    | 90   | 145  |
| Total | 214  | 345  |

La numérotation de la route ne suit pas les règles habituelles de numérotation des US Routes. Le numéro 425 devrait servir de route auxiliaire de la US 25, mais ces deux routes n'ont jamais été reliées

### Mississippi
Le terminus sud de la route est à une intersection avec la US 61 / US 84 à Natchez. La route se dirige vers le nord-ouest en multiplex avec la US 84 jusqu'au fleuve Mississippi, marquant la frontière avec la Louisiane.

### Louisiane
Après être entrée en Louisiane, la route se poursuit vers le nord-ouest jusqu'à Ferriday. À cet endroit, les routes se séparent et la US 425 se dirige vers le nord. Elle passe par Clayton, Winnsboro, Rayville et Mer Rouge. Là, elle croise la US 165 et forme un multiplex avec celle-ci jusqu'à Bastrop. Quelques miles au nord de Bastrop, la US 425 traverse la frontière avec l'Arkansas.

### Arkansas

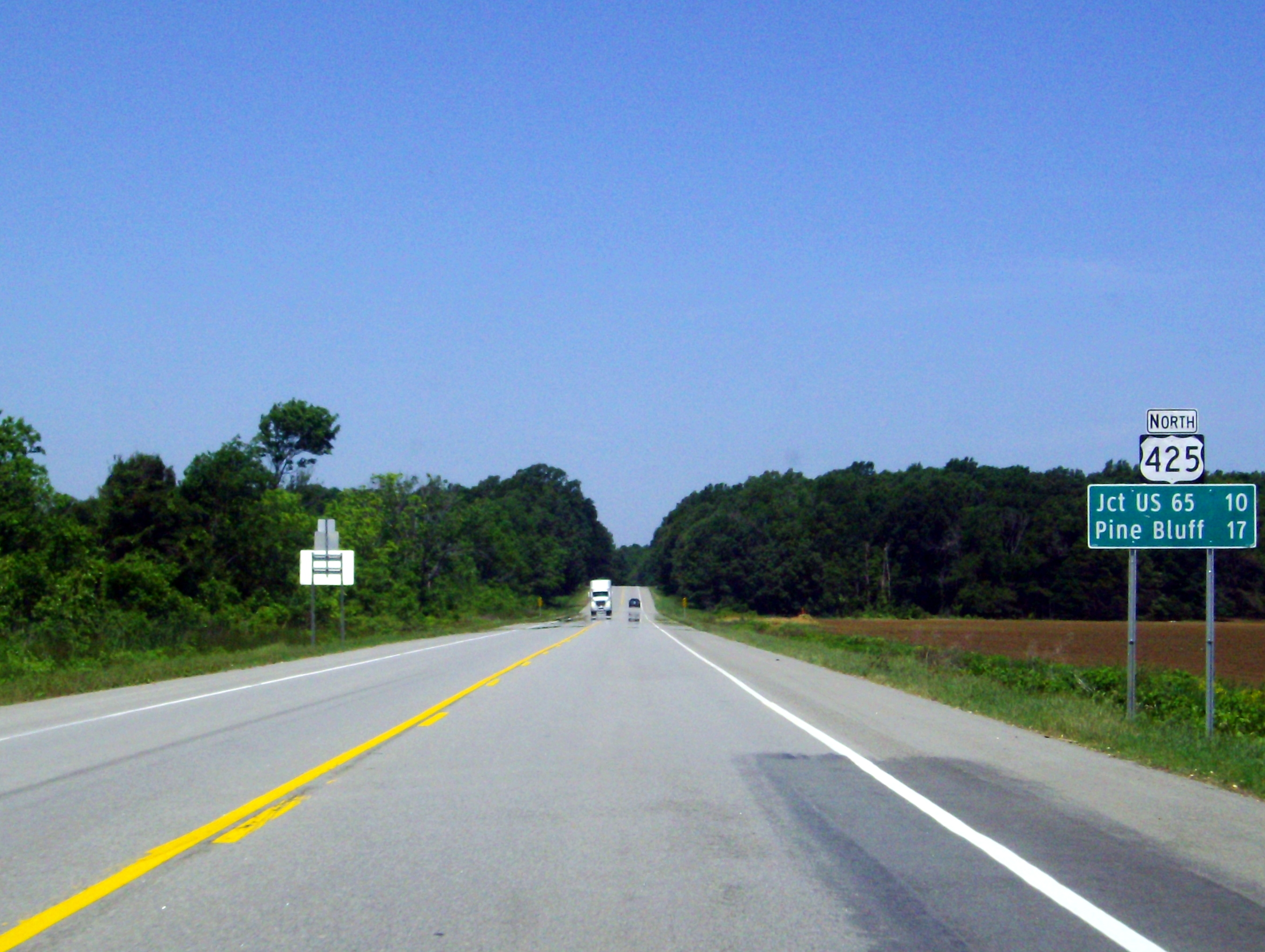
US 425 au nord de Star City

La route entre en Arkansas près de Rawls et se dirige vers le nord. Au sud de Hamburg, elle forme un multiplex avec la US 82 jusqu'à Hamburg. Depuis Hamburg, la US 425 se dirige vers le nord-ouest jusqu'à Fountain Hill puis, vers le nord en passant par Monticello, Star City et Yorktown. Au nord de Yorktown, la route adopte une orientation vers le nord-ouest et atteint Pine Bluff. Elle forme un multiplex avec la US 65 jusqu'à son terminus nord à la jonction avec l'I-530 / US 63 et la US 79.

## Intersections majeures
Mississippi
 US 61 / US 84 à Natchez. La US 84 / US 425 forment un multiplex jusqu'à Ferriday, Louisiane.
Louisiane
 US 65 à Clayton
 US 20 à Rayville
 US 80 à Rayville
 US 165 à Mer Rouge. Les routes forment un multiplex jusqu'à Bastrop.
Arkansas
 US 82 au sud de Hamburg. Les routes forment un multiplex jusqu'à Hamburg.
 US 278 à Monticello
 US 65 à l'est de Pine Bluff. Les routes forment un multiplex jusqu'à Pine Bluff.
 I-530 / US 63 / US 79 à Pine Bluff